# Wiktor Arkin

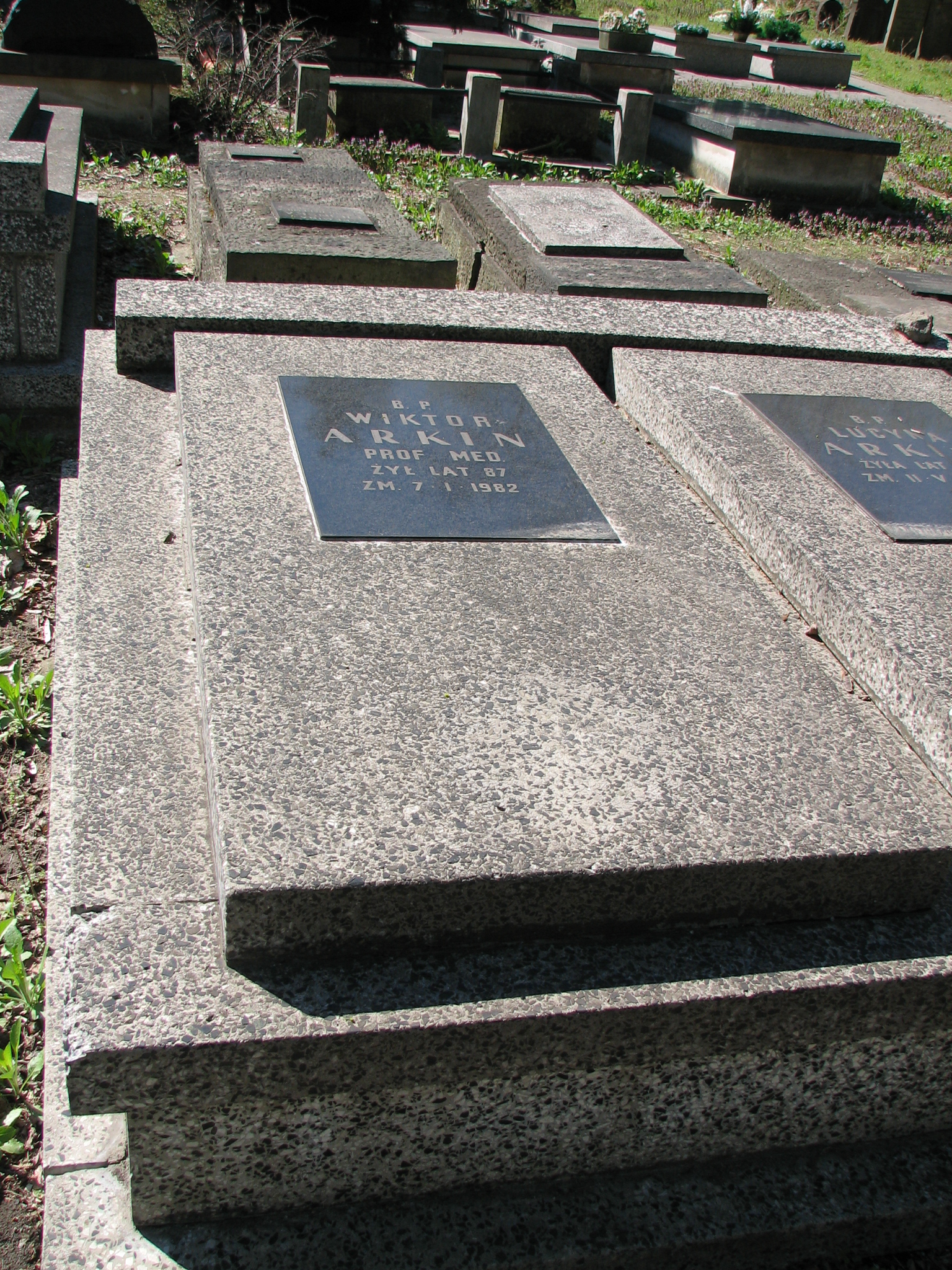
Grób Wiktora Arkina na cmentarzu żydowskim przy ulicy Okopowej w Warszawie

Wiktor Arkin (ur. 8 kwietnia 1894 w Warszawie, zm. 7 stycznia 1982 w Warszawie) – polski lekarz okulista żydowskiego pochodzenia, profesor Studium Doskonalenia Lekarzy Akademii Medycznej w Warszawie.

## Życiorys
Urodził się w rodzinie żydowskiej, jako syn Juliusza Arkina. Kształcił się w VI Gimnazjum Filologicznym w Warszawie (1904–1912), w 1912 rozpoczął studia na Wydziale Lekarskim Uniwersytetu Warszawskiego; dyplom lekarza uzyskał pięć lat później na Uniwersytecie Cesarskim w Rostowie nad Donem (w 1920 nostryfikował dyplom na Uniwersytecie Warszawskim). Do 1923, z przerwą na służbę wojskową, był wolontariuszem w przychodni Instytutu Oftalmicznego w Warszawie oraz w uniwersyteckiej Klinice Okulistycznej w Szpitalu św. Ducha. W latach 1923–1940 pracował w Szpitalu Starozakonnych na Czystem w Warszawie pod kierunkiem doktorów Leona Endelmanna i Adama Zamenhofa, zamordowanych później przez Niemców. Sam Arkin od 1940 do końca okupacji praktyki lekarskiej nie prowadził.
Po 1945 podjął pracę jako lekarz w ubezpieczalni społecznej, by w 1949 objąć funkcję ordynatora oddziału w Szpitalu św. Ducha, przeniesionym do dawnego Szpitala Starozakonnych. W 1949 obronił rozprawę doktorską Badania nad dziedziczeniem zeza i ich znaczenie dla wytłumaczenia powstania zaburzeń równowagi mięśniowej oczu, a w 1951 habilitował się na podstawie pracy O wpływie ciśnienia wewnątrzgałkowego jednego oka na ciśnienie drugiego. W 1953 kierowany przez Arkina oddział został włączony – jako Zakład Okulistyki – do Instytutu Doskonalenia i Specjalizacji Kadr Lekarskich; w 1959 zakład przemianowano na Klinikę Okulistyczną, a niewiele później Instytut Doskonalenia na Studium Doskonalenia Lekarzy Akademii Medycznej w Warszawie. W 1961 Studium Doskonalenia Lekarzy, a w jego składzie Klinika Okulistyczna, zyskały nową siedzibę w budynku Szpitala Bielańskiego. Kierownik kliniki Wiktor Arkin nosił już wówczas tytuł profesora nadzwyczajnego (od 1959). Na emeryturę przeszedł w wieku 70 lat 1 października 1964, ale jeszcze przez kilkanaście lat pozostawał konsultantem kliniki (potem oddziału). W ostatnich latach życia związany był z Konsultacyjną Przychodnią Profesorsko-Ordynatorską w Warszawie.
Zainteresowania naukowe i praktyczne Arkina obejmowały przede wszystkim przeszczepianie rogówki (sam przeprowadził przeszło 600 keratoplastyk), jaskrę oraz problem ciśnienia śródgałkowego. Na początku lat 50. XX wieku zagadnienie przeszczepu rogówki zgłębiał w Szwajcarii. Ogłosił ponad 100 prac, m.in. Hydrostatyka i hydrodynamika oka (1953), Przeszczepienie rogówki (1956), Jaskra i jej leczenie (1966). Od 1952 wchodził w skład komitetu redakcyjnego "Kliniki Ocznej".
Był aktywnym działaczem Polskiego Towarzystwa Okulistycznego, m.in. w latach 1954-1958 i 1960-1962 wiceprzewodniczącym; we wrześniu 1964 Towarzystwo nadało mu godność członka honorowego. Arkin był także honorowym członkiem Instytutu Barraquera w Barcelonie, w 1955 odznaczony został Krzyżem Kawalerskim Orderu Odrodzenia Polski.
Zmarł w Warszawie. Pochowany jest obok żony Lucyny (zm. 1982) na cmentarzu żydowskim przy ulicy Okopowej (kwatera 8a, rząd 1, miejsce 6).